# Slaget ved Vuosalmi
60°43′5″N 29°34′30″Ø / 60.71806°N 29.57500°Ø
Slaget ved Vuosalmi blev i hovedsagen udkæmpet mellem den 4. og 11. juli 1944. Det var et slag under Fortsættelseskrigen mellem Finland og Sovjetunionen (1941–1944).  

## Baggrund
Efter at de sovjetiske styrker indså at de havde tabt Slaget ved Tali-Ihantala mod den finske forsvarere i slutningen af juni og begyndelsen af juli 1944, forsøgte de at gennembryde den finske front ved Vuosalmi (nu Druzhnoye) og omringe den sydlige del af de finske styrker på det Karelske næs.

## Slaget
De finske stillinger lå meget uheldigt på Äyräpää åsen, med den brede Vuoksi flod i baggrunden. Den Røde Hærs 115. Korps tvang hurtigt finnerne over floden, men selv om der var marker på den anden side, som med fordel kunne anvendes af de sovjetiske kampvogne, lykkedes det finnerne at stoppe alle sovjetiske forsøg på fremstød.  
Den udmarvede finske pansrede division blev sendt til hjælp for den finske 2. division da situationen var stabiliseret i slaget ved Tali-Ihantala. I kampe af nogenlunde samme slag led den Røde Hær voldsomme tab på det Karelske næs, med over 15.000 sovjetiske døde begravet alene i den nærliggende Äyräpää ås.  
Det efterfølgende finske modangreb ved Vuosalmi var heller ikke nogen stor succes, og begge sider gik derfor i defensiven i midten af juli 1944. 
Det finske artilleri affyrede i alt over 122.000 granater i Äyräpää og Vuosalmi, fra 20. juni til 17. juli 1944 – det samme antal som i Slaget ved Tali-Ihantala, der blev udkæmpet i den præcis samme periode i nærheden på det forholdsvis smalle Karelske næs.